# USS Hoggatt Bay (CVE-75)
USS Hoggatt Bay (CVE-75) là một tàu sân bay hộ tống lớp Casablanca được Hải quân Hoa Kỳ chế tạo trong Chiến tranh Thế giới thứ hai. Nó đã hoạt động cho đến hết Thế Chiến II, xuất biên chế năm 1946 và bị bán để tháo dỡ năm 1960. Hoggatt Bay được tặng thưởng năm Ngôi sao Chiến trận do thành tích phục vụ trong Thế Chiến II.

## Thiết kế và chế tạo
Hoggatt Bay được đặt lườn tại Xưởng tàu Vancouver của hãng Kaiser Company, Inc. ở Vancouver, Washington. Nguyên mang ký hiệu lườn AVG-75, nó được xếp lại lớp thành ACV-75 vào ngày 20 tháng 8 năm 1942 trước khi được hạ thủy vào ngày 4 tháng 12 năm 1943; được đỡ đầu bởi bà Victor Sundrik. Con tàu lại  được xếp lớp thành CVE-75 vào ngày 15 tháng 7 năm 1943, rồi được Hải quân sở hữu và nhập biên chế tại Astoria, Oregon vào ngày 11 tháng 1 năm 1944 dưới quyền chỉ huy của Hạm trưởng, Đại tá Hải quân W. V. Saunders.

## Lịch sử hoạt động
Sau khi được huấn luyện lại vùng biển ngoài khơi California, Hoggatt Bay làm nhiệm vụ vận chuyển máy bay đến Trân Châu Cảng từ ngày 10 đến ngày 25 tháng 3 năm 1944. Sau khi quay trở về và tiếp tục huấn luyện chống tàu ngầm, nó khởi hành vào ngày 1 tháng 5 để đi Trân Châu Cảng rồi đến Majuro. Lực lượng kết hợp tàu sân bay hộ tống và tàu khu trục đã chứng tỏ hiệu quả chống tàu ngầm U-boat Đức Quốc xã trong Trận Đại Tây Dương, nên giờ đây được sử dụng tại Mặt trận Thái Bình Dương để chống lại tàu ngầm Nhật Bản. Hoggatt Bay đã cùng một nhóm tàu khu trục và tàu khu trục hộ tống tuần tra tại khu vực Tây Nam Thái Bình Dương từ ngày 26 tháng 5 đến ngày 19 tháng 6 với thành công đáng kể. Tàu khu trục hộ tống England (DE-635) đã đánh chìm tàu ngầm Ro-105 vào ngày 31 tháng 5, và tàu khu trục Taylor (DD-468) đã đánh chìm tàu ngầm Ro-111 bằng mìn sâu và hải pháo vào ngày 11 tháng 6. Những hoạt động này cũng như của các đội khác đã giúp giảm thiểu sự can thiệp của tàu ngầm Nhật Bản trong cuộc đổ bộ tại quần đảo Mariana.
Sau một lượt nghỉ ngơi ngắn tại Eniwetok, đội đặc nhiệm của Hoggatt Bay quay trở lại khu vực tuần tra để hỗ trợ trên không và bảo vệ cho chiến dịch tại quần đảo Mariana từ ngày 5 tháng 7 đến ngày 9 tháng 8. Sau đó các con tàu quay trở lại đảo Manus chuẩn bị cho cuộc đổ bộ tiếp theo lên Peleliu, một căn cứ không quân quan trọng cho các cuộc tấn công tiếp theo. Chiếc tàu sân bay lên đường vào ngày 1 tháng 9 để bảo vệ chống tàu ngầm, và trong gần hai tháng tiếp theo đã di chuyển tại vùng biển phía Tây và Nam quần đảo Mariana hỗ trợ các chiến dịch của lực lượng Hoa Kỳ. Tàu khu trục hộ tống Samuel S. Miles (DE-183) trong thành phần đội đặc nhiệm của nó đã đánh chìm tàu ngầm Nhật I-177 vào ngày 3 tháng 10, và đến cuối tháng đó, máy bay của nó đã hỗ trợ trên không cho tàu tuần dương hạng nhẹ Houston (CL-81) khi nó đi về hướng Ulithi.
Hoggatt Bay đi đến Ulithi vào ngày 28 tháng 10 và lại lên đường vào ngày 10 tháng 11 để hỗ trợ trên không cho chiến dịch đang diễn ra nhằm tái chiếm Philippines. Nó tham gia cuộc thực tập đổ bộ tại vịnh Huon, New Guinea để chuẩn bị cho cuộc đổ bộ lên vịnh Lingayen trước khi đi đến Manus vào ngày 20 tháng 12, nơi nó gia nhập một lực lượng đặc nhiệm hùng mạnh, và bắt đầu khởi hành vào cuối tháng 12 để hướng sang vịnh Lingayen. Hành trình đi sang Philippines tỏ ra nguy hiểm, vì đối phương liên tục tấn công bằng thứ vũ khí cuối cùng còn lại: những máy bay tấn công cảm tử Kamikaze. Hoggatt Bay và các tàu khác phải chiến đấu phòng không liên tục từ ngày 3 tháng 1 năm 1945, bắn rơi nhiều kẻ tấn công, nhưng cũng không ngăn được tàu sân bay hộ tống Ommaney Bay (CVE-79) bị mất do Kamikaza đánh trúng và nhiều tàu khác bị hư hại. Đi đến ngoài khơi vịnh Lingayen vào ngày 6 tháng 1, Hoggatt Bay tung máy bay của nó ra hỗ trợ cho cuộc đổ bộ và phá hủy nhiều mục tiêu cứ điểm đối phương bất chấp các cuộc tấn công tự sát, và hoạt động cho đến ngày 17 tháng 1, khi con tàu rút lui về Ulithi rồi lên đường đi San Diego để đại tu.
Hoggatt Bay về đến San Diego vào ngày 15 tháng 2, và sau khi thực hiện những sửa chữa cần thiết, nó lại lên đường vào ngày 6 tháng 4, để tham gia cùng hạm đội cho chiến dịch đổ bộ tiếp theo lên Okinawa. Đi ngang qua Trân Châu Cảng và Ulithi, nó đi đến ngoài khơi Okinawa vào ngày 8 tháng 5, trực chiến ở phía Nam hòn đảo để hỗ trợ trực tiếp cho cuộc tấn công. Máy bay của nó đã tiến hành các phi vụ hỗ trợ gần mặt đất, trinh sát hình ảnh và hỗ trợ tiếp liệu cho binh lính trên bờ trong giai đoạn từ ngày 8 tháng 5 đến ngày 24 tháng 6.
Hoggatt Bay đi đến vịnh Leyte vào ngày 27 tháng 6, và sau một tháng huấn luyện nó lên đường vào ngày 28 tháng 7 để đi Adak, Alaska. Việc Nhật Bản đầu hàng giúp kết thúc xung đột diễn ra khi con tàu đang trên đường đi, nên nó được chuyển sang nhiệm vụ chiếm đóng. Sau khi đến nơi vào ngày 18 tháng 8, nó lại lên đường Ominato, Nhật Bản, đến nơi vào tháng 9, và đã hỗ trợ cho việc chiếm đóng Hokkaidō và phía Bắc Honshū. Trong giai đoạn này, máy bay của nó đã phát hiện nhiều trại tù binh chiến tranh Đồng Minh, giải cứu Thiếu tá James Devereux, Chỉ huy Thủy quân Lục chiến trên đảo Wake khi đảo này bị Nhật Bản xâm chiếm năm 1941. Con tàu đã tham gia chiếm đóng Aomori trước khi thả neo trong vịnh Tokyo vào ngày 27 tháng 9.
Hoggatt Bay rời Tokyo vào ngày 30 tháng 9, và sau một giai đoạn ngắn phục vụ cho Chiến dịch Magic Carpet, nó quay trở về Boston, Massachusetts, nơi nó được cho xuất biên chế vào ngày 20 tháng 7 năm 1946. Được đưa về Hạm đội Dự bị Đại Tây Dương neo đậu tại Boston, nó được xếp lại lớp với ký hiệu lườn CVHE-75 vào ngày 12 tháng 6 năm 1955, rồi thành AKV-25 vào ngày 7 tháng 5 năm 1959. Con tàu bị bán để tháo dỡ vào ngày 31 tháng 3 năm 1960.

## Phần thưởng
Hoggatt Bay được tặng thưởng năm Ngôi sao Chiến trận do thành tích phục vụ trong Thế Chiến II.